# Homotécia
A geometriában homotétikusnak, más szóval párhuzamosan hasonlónak vagy párhuzamos helyzetűnek nevezünk két alakzatot, ha megfelelő szakaszaik állása megegyezik. Az olyan geometriai transzformációt, amely minden alakzathoz vele homotétikus alakzatot rendel, homotéciának, más szóval párhuzamos hasonlóságnak nevezzük. A homotéciák mind hasonlóságok; bármely két homotétikus alakzat hasonló.

## A homotéciák tulajdonságai
Két homotécia összetétele ismét homotécia, egy homotécia inverze is homotécia. Az identikus leképezés triviálisan homotécia. A homotéciák részcsoportját alkotják a geometriai transzformációk csoportjának.
Az eltolások mind homotéciák. Ha egy homotécia nem eltolás, akkor centrális hasonlóság. A centrális hasonlóságok tehát mind homotéciák, de ennek az állításnak a megfordítása nem igaz.
Két egyállású irányított szakaszhoz pontosan egy olyan homotécia található, amely az egyiket a másikba viszi. Egy homotéciát egyértelműen meghatároz egy irányított szakasz és annak képe.
A sík minden párhuzamos hasonlósága megtartja az orientációt. Ez a térben nem igaz: a térbeli középpontos tükrözés homotécia, de megfordítja az orientációt.